# Fresnelova čočka

Porovnání čočky Fresnelovy (1) a klasické (2)

Fresnelova čočka [vysl. frenelova], pojmenovaná podle svého vynálezce, francouzského fyzika Augustina-Jeana Fresnela, má při podobných parametrech a stejném použitém materiálu (sklo, plast) podstatně nižší hmotnost než běžná čočka, protože jsou z ní odstraněny ty části, které se nepodílejí přímo na lomu paprsků. Pro svou menší tloušťku, a tedy i hmotnost, je vhodná nejen pro zobrazování (kde se však projeví její vady), ale zejména pro aplikaci v osvětlovací a signalizační technice a využití sluneční energie.

## Historie
Fresnelova čočka byla vyvinuta roku 1822 původně pro námořní majáky. Až do 18. století byl „maják“ klasická olejová lampa s velmi nízkou účinností, protože jen pár procent světla se dostalo k pozorovateli. Koncem 18. století účinnost zlepšilo kovové parabolické zrcadlo, umístěné za plamenem lampy. Fresnelův vynález zvýšil účinnost až k 80 % a viditelnost dosáhla desítek kilometrů. Otáčivé soustavy Fresnelových čoček a zrcadel navíc vysílají charakteristickou frekvenci záblesků různých barev, podle nichž lze maják – na základě námořní mapy – identifikovat. V moderních provedeních může mít čočka průměr až 2,5 m a účinek Fresnelovy čočky se ještě kombinuje s okrajovými prstenci, které světlo nelámou, nýbrž odrážejí žádoucím směrem.
Fresnel rozdělil čočky do devíti kategorií (řádů). Největší byla prvního řádu s ohniskovou vzdáleností 920 mm a nejmenší osmého řádu s ohniskovou vzdáleností 75 mm. Největší čočky byly hyperradiální s ohniskovou vzdáleností 1330 mm a mezoradiální čočky s ohniskovou vzdáleností 1123 mm.
| řád         | ohnisková vzdálenost v mm | výška v mm | hmotnost v kg |
| ----------- | ------------------------- | ---------- | ------------- |
| první       | 920                       | 2590       | 5800          |
| druhý       | 700                       | 2070       | 1600          |
| třetí       | 500                       | 1576       | 900           |
| třetí a půl | 375                       | 1090       | 545           |
| čtvrtý      | 250                       | 722        | 200–300       |
| pátý        | 187,5                     | 541        | 120–200       |
| šestý       | 150                       | 433        | 30–100        |
| sedmý       | 140                       | 165        | 6,8           |
| osmý        | 75                        | 82         | 2,75          |

## Využití

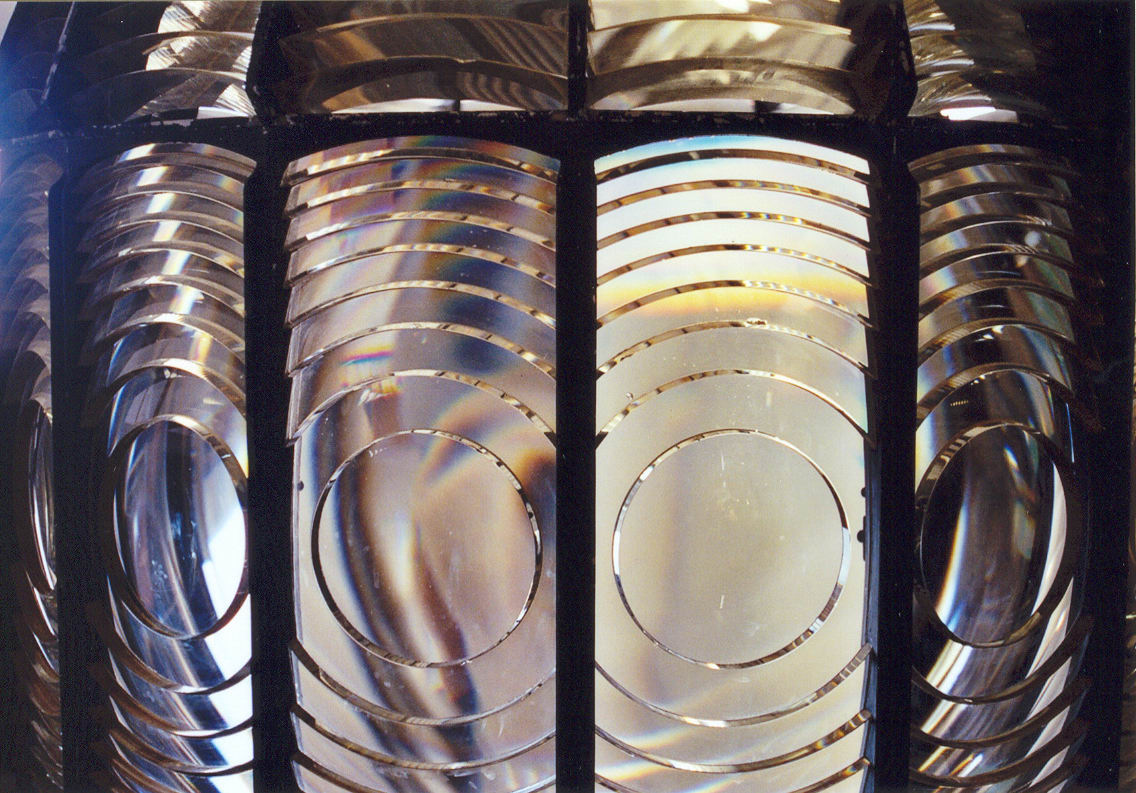
Soustava Fresnelových čoček pro maják

Skleněných nebo často i plastikových Fresnelových čoček užívají:
- infračervená čidla pohybu PIR, viz Pasivní infračervené čidlo
- majáky (poprvé osazena roku 1823 na majáku Cordouan při ústí řeky Girondy)
- divadelní, filmové i vojenské světlomety
- světla („reflektory“) motorových vozidel
- majáčky policejních a jiných pohotovostních vozidel
- semafory, návěstidla a signalizační světla
- kondenzory zvětšovacích a promítacích zařízení
- zpětný projektor
- velmi plochá lupa
- sběrače slunečních kolektorů
- nitrooční čočka, tzv. trifokální čočka

## Galerie

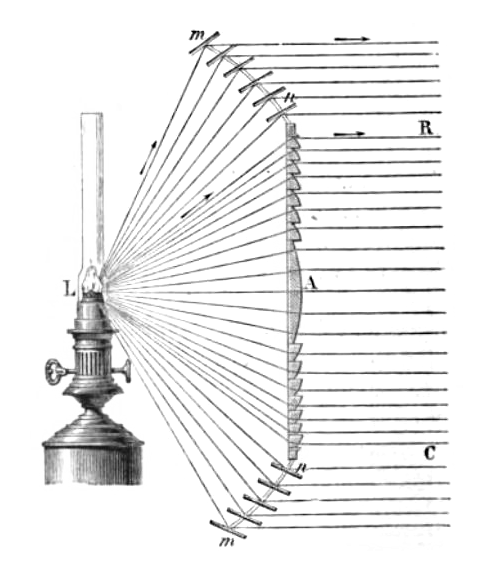
Princip fungování Fresnelovy čočky v majáku s olejovou lampou; zrcadlové pásy, namontované kolem, zvyšovaly účinnost (více světla do paralelního paprsku)
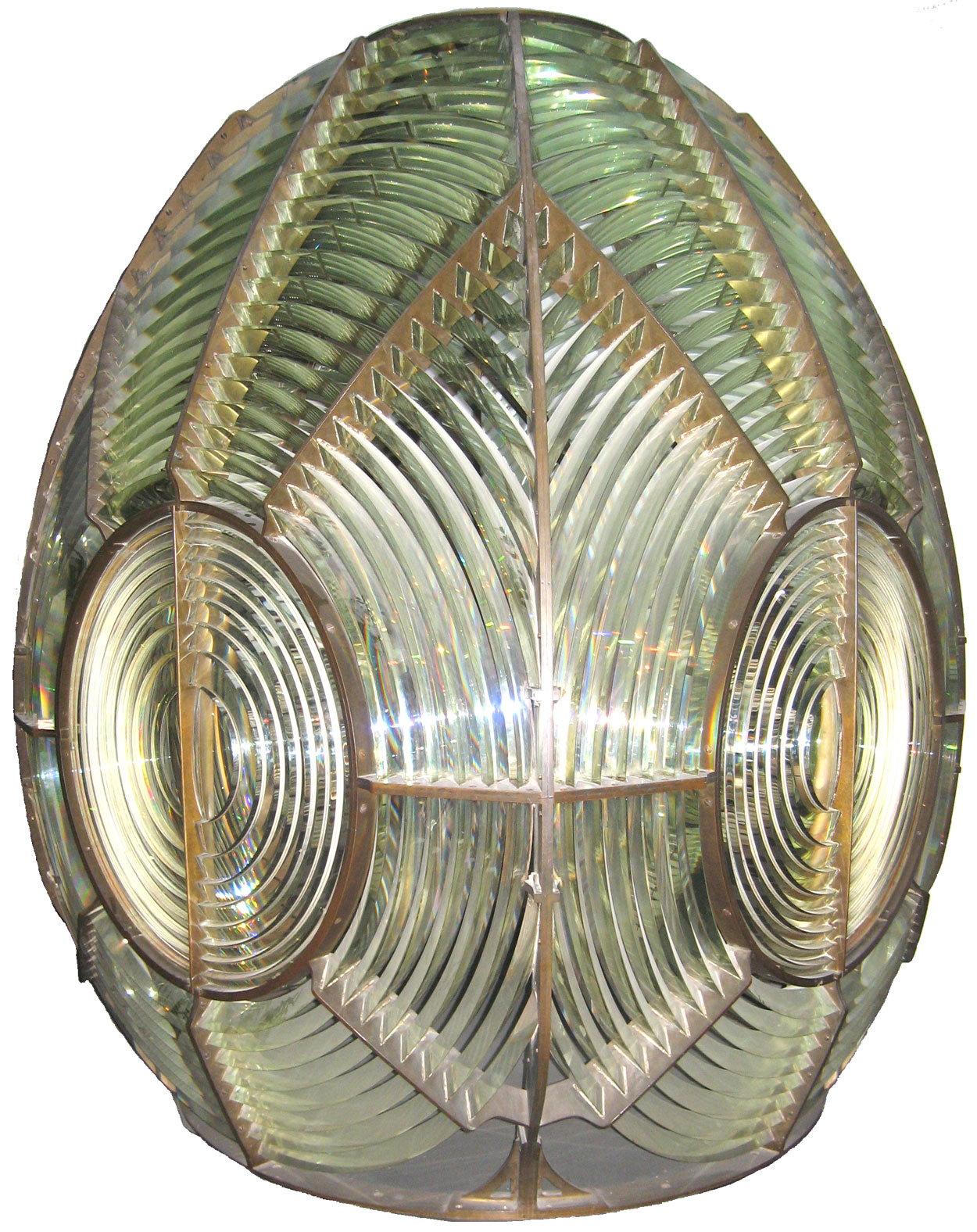
Složitá Fresnelova čočka pro maják (Musée national de la Marine, Paříž)
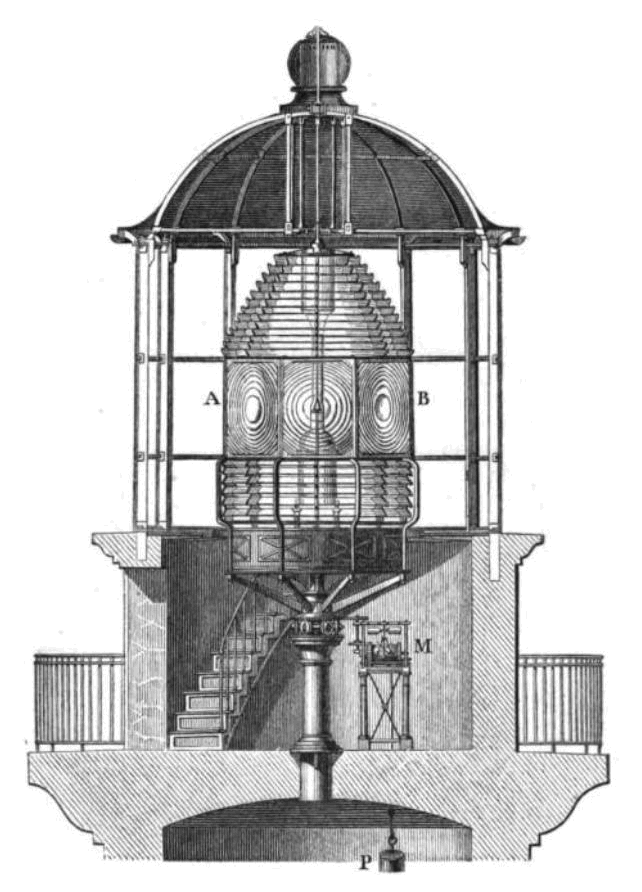
Maják s lucernami opatřenými Fresnelovou čočkou na Světové výstavě v Paříži roku 1855
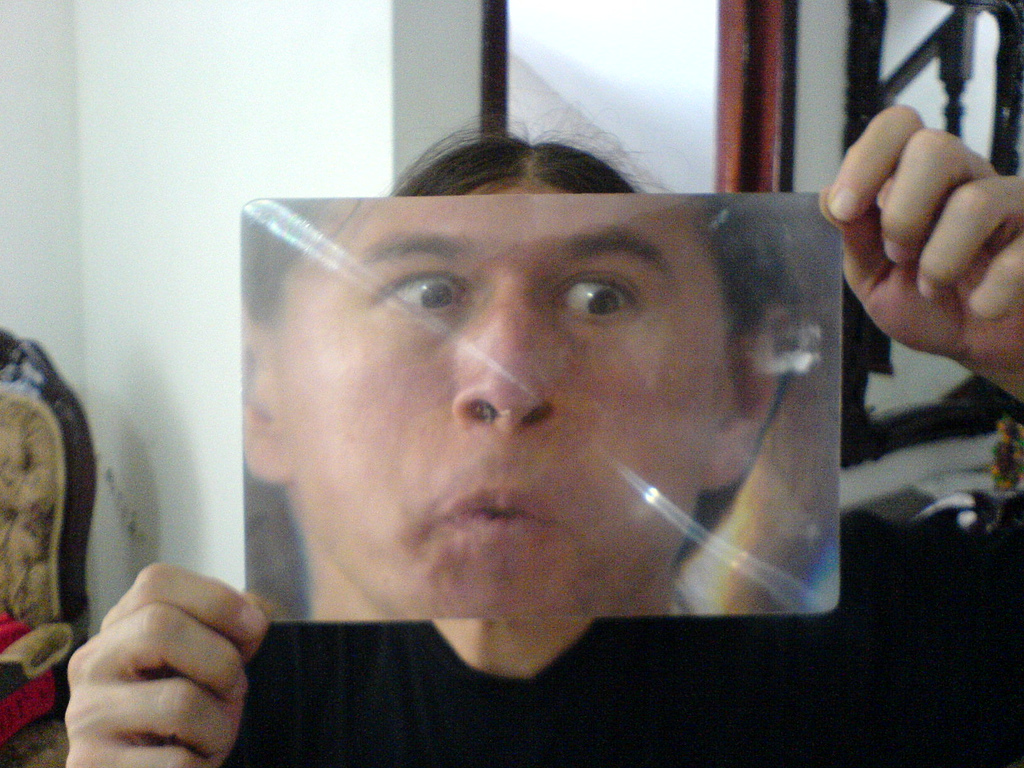
Plochá lupa
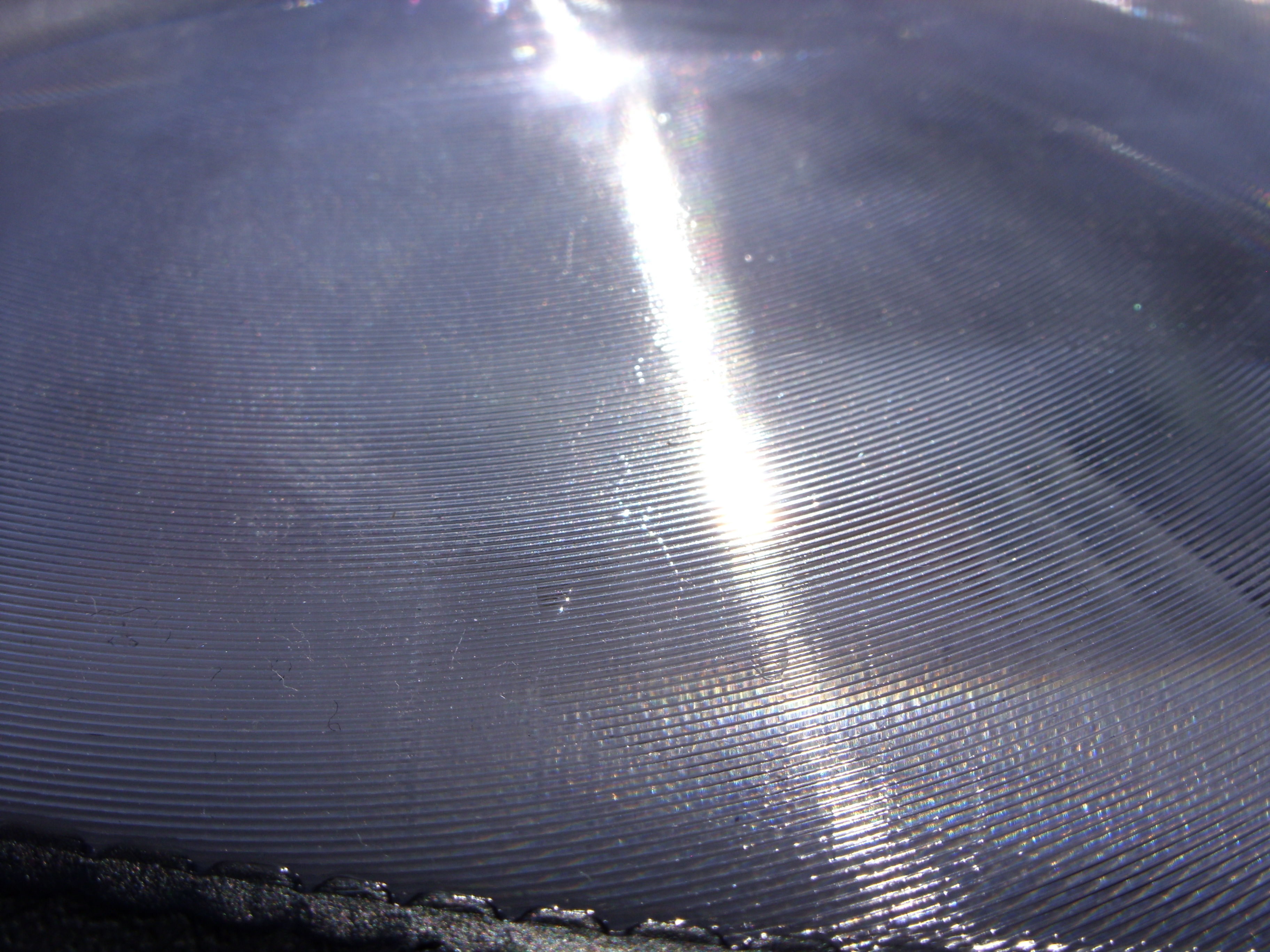
Detail ploché lupy